# タル・アファル
タル・アファル(アラビア語: تلعفر, IPA: [talˈʕafar])は、イラク北部のニーナワー県第2の都市。
県都モースルの63km西、シンジャールの52km東、キルクークの200km北西に位置する。
2015年7月1日の人口は16万7200人で、その殆どがトルクメン人である。
同国でトルクメン人が多数派の都市はここだけである。
宗教は75%がイスラム教スンナ派、25%が同教シーア派である。
アラビア語やアゼルバイジャン語、チュルク語族言語が主に用いられる。

## 歴史
紀元前7000年～紀元前4500年頃、タル・アファルの南西10kmのヤリム・テペの丘のテル・ハスーナ遺跡では、ハラフ文化やウバイド文化が栄えた。
紀元前25世紀～紀元前7世紀にはアッシリアの一部だった。
聖書にはテラッサルとして登場した。
当時はアッシリアのセンナケリブ王が治めており、「エデンの園の子供達」が暮らすとされた。
1837年にハフィズ・アフメド・パシャが探検した時には、タル・アファルはトルコ兵に占拠され、シンジャール東部のヤジディ教徒を牽制する拠点になっていた。
1867年、オースティン・ヘンリー・レヤードが「ニネヴェとその遺跡」を出版した。
1880年、独立単位になった。
オスマン帝国はトルクメン兵をこの砦に配置し、彼らは後に砦周辺に町を築き最初の住民となる。
1920年、イギリス委任統治領メソポタミアに編入され、イラク人の反イギリス運動への対策拠点とされる。

ニーナワー県の地区。タル・アファルは橙色。

1970年代、サッダーム・フセイン大統領が進めるアラブ化政策によって、多くのスンナ派のバアス党員が入植した。

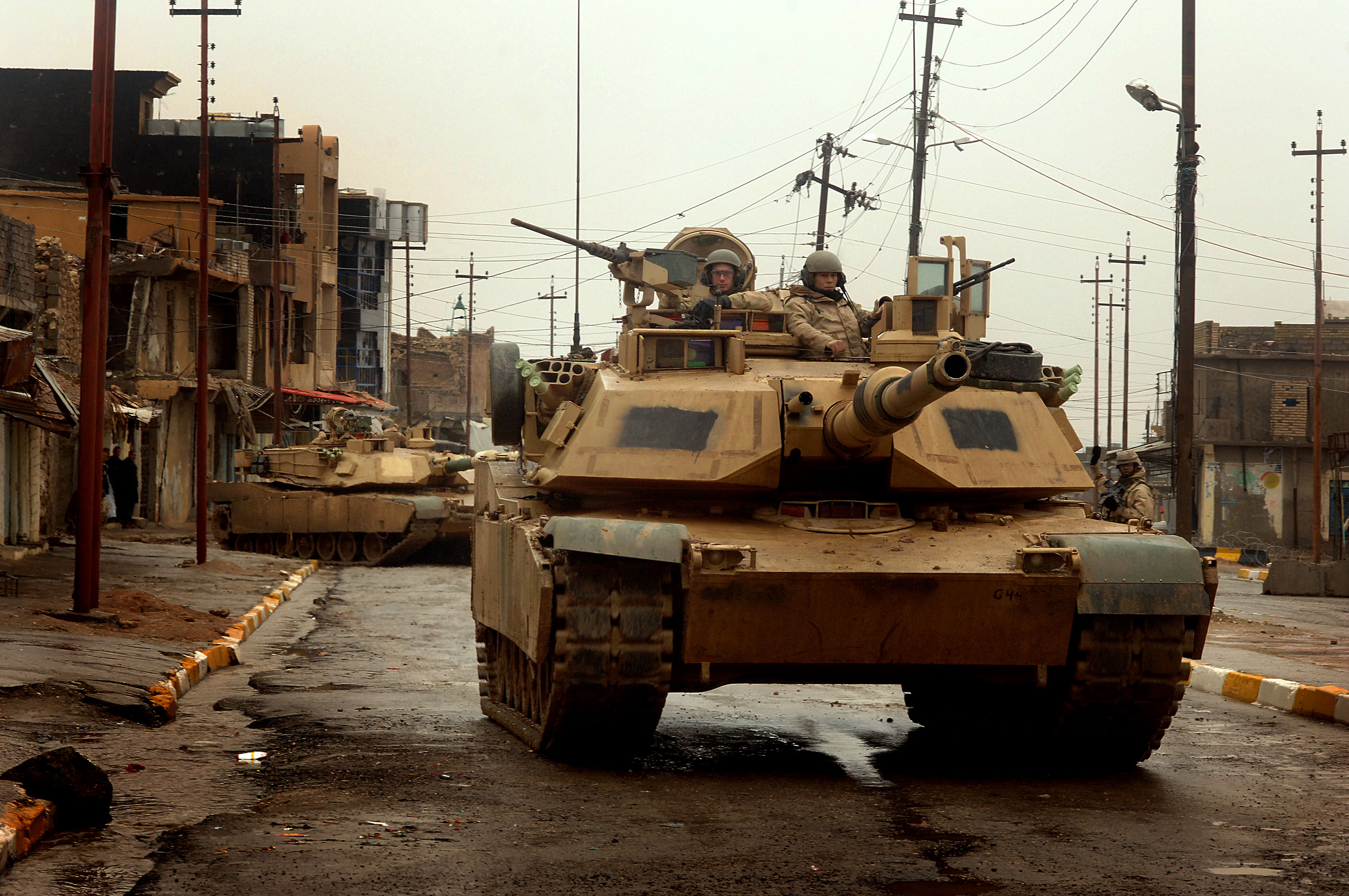
2006年2月3日、市内を警戒するアメリカ軍のM1エイブラムス戦車

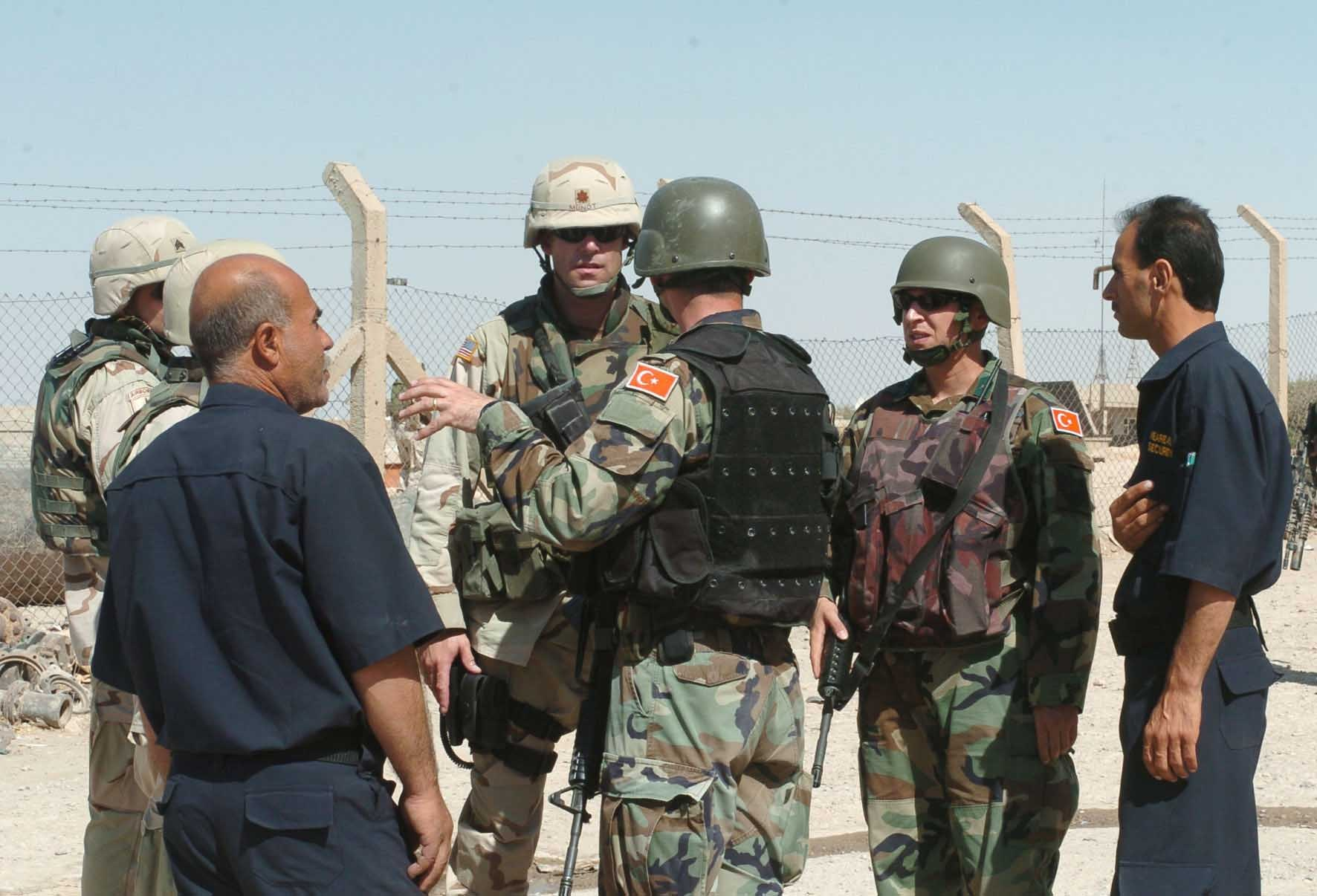
アメリカ軍の第416民事大隊とトルコ軍が、警察官とインフラへの損傷について話している。

2003年のイラク侵攻でタル・アファル城は増築され、市長住居兼市役所兼警察本部になった。
2004年9月9日～9月12日、アメリカ軍とイラク治安軍は「黒い台風」作戦を実行した。
反政府軍は撤退し、58人のトルクメン人が殺害され、500人のアメリカ兵が残った。
2005年3月、反政府軍が奪還した。
シーア派とスンナ派の間で衝突が発生した。
9月～10月、5000人のイラク兵と3500人のアメリカ兵が「光の回復」作戦を実行した。
反政府軍は157人が殺害され、683人が捕虜になった。
また、12人のイラク兵が殺害された。
この時アメリカ軍が塩素系の毒ガスを使ったと訴えられた。
2006年3月、アメリカのジョージ・W・ブッシュ大統領はこの作戦を「イラクで初めて成功した反攻作戦」と称賛した。
2007年1月時点で、最大の雇用先はイラク内務省で、約2250人の警察官が雇われていた。
2番目はアメリカ政府で、第101空挺師団第3旅団戦闘団が駐留していた。
2月10日、軍の検問所で自動車が爆発し、イラク兵が1人殺害された。
2月22日、家に仕掛けられた罠が爆発し、警察官1人を含む4人が殺害された。
3月24日、市場で車が爆発し、8人が殺害された。
3月27日、シーア派地域で2台のトラックが爆発し、152人が殺害された。
4月14日、狙撃手が女性を射殺した。
6月11日、ロケット砲で2人が爆殺された。
6月19日、2人が轢き殺された。
7月12日、結婚式で自爆テロが発生し、7人が殺害された。
7月15日、道端の爆弾で2人が殺害された。
8月6日、自動車爆弾で27人が殺害された。
8月22日、道端の爆弾で2人が殺害された。
9月22日、爆弾を製造していた反政府軍が誤って爆発させ、1人が死亡した。
9月24日、トラック爆弾で6人が殺害された。
10月4日、市場で自動車が爆発し、3人が殺害された。
10月10日、ロケット砲が住宅に着弾し、5人が殺害された。
12月29日、警察は5人の反政府軍を殺害した。
2008年1月3日、アメリカ軍が2人の市民を殺害した。
2月15日、2件の自爆テロで3人が殺害された。
2月20日、自動車が爆発し2人が殺害された。
3月2日、銃撃戦が発生し、13人の反政府軍と2人の警察官が殺害された。
4月14日、シーア派の祭りで自爆テロが発生し、4人が殺害された。
5月27日、市場で自動車が爆発し、4人が殺害された。
7月8日、スンナ・アラブ・イラク・イスラム党の党員が1人殺害された。
7月12日、2日前に誘拐された7人の遺体が発見された。
7月17日、市場で自動車が爆発し、20人が殺害された。
7月31日、道端の爆弾で警察官が1人殺害された。
8月8日、市場で自爆テロが発生し、25人が殺害された。
8月29日、警察はモスクに入ろうとしていた自爆テロ犯を殺害した。
9月6日、自動車が爆発し6人が殺害された。
9月20日、自動車が爆発し2人が殺害された。
11月15日、自動車が爆発し10人が殺害された。
12月2日、検問所で自動車が爆発し5人が殺害された。
2009年2月6日、車からの乱射で2人が殺害された。
3月23日、自爆テロで1人が殺害された。
7月9日、自爆テロが2件発生し、33人が殺害された。
9月17日、検問所で自爆テロが発生し、3人が殺害された。
9月28日、反政府軍が2人殺害された。
10月6日、スンナ派モスクで乱射が発生し、15人が殺害された。

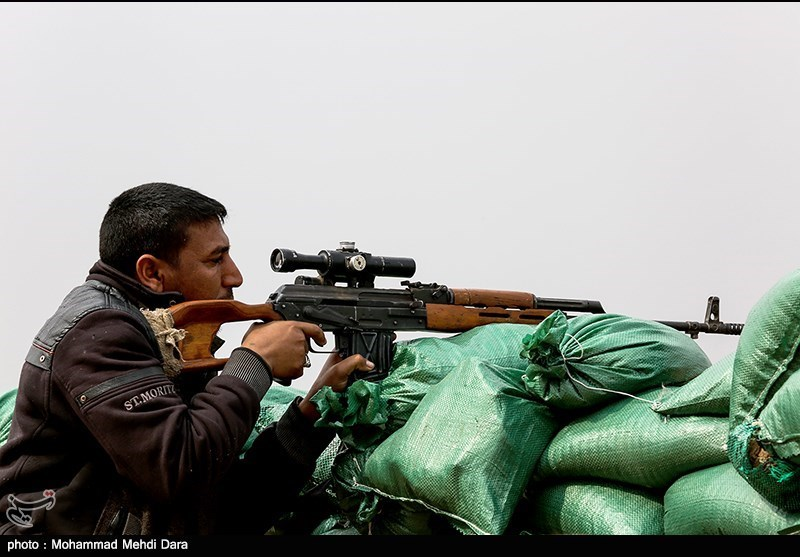
機動兵

2010年5月14日、サッカー場で自爆テロが発生し、10人が殺害された。
事前にイラクのイスラム国の戦争大臣がシーア派に対して宣戦布告をしていた。
2014年6月16日、2日間の戦闘の後、ISISがタル・アファルを占領した。
12月、ISISはタル・アファル城の大部分を爆破した。
多くのトルクメン人が南に追放され、その多くがイラク軍に入隊し、ISISと戦った。
2017年8月20日、イラク軍はタル・アファルをISISから奪還すると宣言した。
8月27日、イラク軍が奪還した。
8月31日、ISISは完全に排除された。

## 経済
農業分野では、オリーブの生産が活発であったが、生産基盤はISISの占領下で徹底的に破壊された。2019年現在、農民が元の農地に戻りつつあり復興が進められている。